# Kyambahi
Kyambahi è una circoscrizione rurale (rural ward) della Tanzania situata nel distretto di Serengeti, regione del Mara. Conta una popolazione di 11 354 abitanti (censimento 2012).